# B (letter)

Aantal voorbeelden van de letter B

De B is de tweede letter in het moderne Latijnse alfabet. De letter B werd in het Etruskische alfabet niet gebruikt. Toch kenden de oud-Etrusken deze letter wel, waarschijnlijk door Griekse invloeden. De Semitische letter bet werd ook uitgesproken als /b/, de oorspronkelijke betekenis was "huis".
In het internationale spellingsalfabet wordt de B weergegeven door middel van het woord "Bravo".
In het Nederlands telefoonalfabet wordt de "B" weergegeven door middel van het woord Bernard.
De Cyrillische letter В wordt net zo geschreven als de Latijnse B, maar heeft de uitspraak /v/. De klank /b/ wordt in dit alfabet weergegeven met een Б.
De vorm van de letter vindt zijn oorsprong in de tekening van de plattegrond van een huis, dat als pictogram in Egyptische hiërogliefen of in het Proto-semitische alfabet werd overgenomen.
| Egyptische hiëroglief van een plattegrond | Proto-semitische plattegrond | Fenicische beth | Griekse beta | Etruscische B | Romeinse B |
| ----------------------------------------- | ---------------------------- | --------------- | ------------ | ------------- | ---------- |
| Egyptian hieroglyphic house               | Proto-semitic house          | Phoenician beth | Greek beta   | Etruscan B    | Roman B    |